# Wolfgang Wosolsobe
Wolfgang Wosolsobe (7. srpna 1955 Vídeň – 21. září 2018) byl rakouský generálporučík a generální ředitel Vojenského štábu Evropské unie.

## Život
Po složení maturity na gymnáziu Theresianische Akademie nastoupil v roce 1973 k armádě. Po absolvování Tereziánské vojenské akademie v roce 1977 měl hodnost Leutnant (poručík). Od roku 1980 působil jako učitel na Tereziánské vojenské akademii.
Po povýšení do hodnosti Oberleutnant (nadporučík) absolvoval Wosolsobe mezi lety 1982–1985 kurzu generálního štábu na Landesverteidigungsakademie a byl od roku 1986 do 1987 jako Hautmann (kapitán) vedoucím referátu v oddělení celkového vojenského plánování na ministerstvu obrany.
V roce 1987 se účastnil v hodnosti majora francouzského kurzu generálního štábu. Mezi lety 1991–1992 byl vojenským poradcem u rakouské UN mise v Ženevě.

### Rodina
Byl ženatý a měl čtyři děti.